# Château de Cors
Le château de Cors est un château situé à Anglès, dans le Tarn, en région Occitanie. Bâti au XVIe siècle, c'est une petite demeure seigneuriale, devenue aujourd'hui un domaine associatif. 

## Historique

### Origine
Le château de Cors aurait été bâti au XVIe siècle, ce dont témoigne la toiture datée de cette époque. 
En 1759, le marquis Charles de Baschi décrit le domaine de Malbosc comme se trouvant « à un quart de lieue à l'est du château de Cors, qui est dans la paroisse de Saint-Martin d'Uscladelles », dans son livre Pièces fugitives pour servir l'histoire de France.  

### DuXVIIIesiècleà aujourd'hui
Au milieu du XVIIIe siècle, la Pierre-Jean Hortala est mentionné comme propriétaire et résidant de l'édifice, lors du mariage de sa fille Marianne avec un certain Jean-Joseph Nègre, habitant de Nages, le 9 février 1751. Il est possible que la famille Hortala se soit vu spolié la demeure lors de la Révolution française. 
Durant le Seconde Guerre mondiale, le château sert de colonie de vacances. En 2000, la propriétaire, une certaine madame Nonez-Lopez, fait don de la bâtisse à l'association AEP la Landelle, une organisation pour la protection de l'enfance. La restauration de l'édifice est entamée en 2014, et doit s'étendre sur 6 ans, en trois volets de construction, avec un travail en collaboration avec les collectivités et artisans locaux. L'objectif final est d'en faire un centre touristique de pleine nature, pour l'organisation de classes vertes, séjours et séminaires, sous le nom de "domaine de Cors".

## Architecture
Le château de Cors se présente comme un corps de logis sur 3 étages, avec une aile de même hauteur s'articulant en équerre à partir de l'angle Ouest du corps. L'ensemble de la maçonnerie est enduite, sauf la partie Est du corps de logis, un peu en recul de la façade principale. Cette partie est bâtie en appareil de pierre, et présente de petites fenêtres, contrairement à celles du reste de l'édifice qui sont plus spacieuses. Ainsi, cela peut laisser à supposer que : 
- Le reste du bâtiment a été remanié plus récemment ;
- Cette partie en pierre est antérieure au XVIe siècle, principale période de construction du château ;
- Cette partie en pierre avait une fonction secondaire dans l'édifice et ne demandait ainsi pas le même confort que le reste.

La porte d'entrée du château est légèrement ornée, avec pilastres et corniche. La cour du château est quant à elle plantée d'un massif hêtre, qui a pour vocation à devenir le symbole du domaine. 
Le domaine du château comporte aussi de nombreuses dépendances, telles qu'une bergerie et une maison de gardien, qui devraient servir le nouveau projet touristique, sous forme de dortoirs et salles de réception. On y trouve aussi un immense douglas de près de cinquante mètres de haut.